# جوزيف إي. شايفر
جوزيف إي. شايفر (بالإنجليزية: Joseph E. Schaefer)‏ هو عسكري أمريكي، ولد في 27 ديسمبر 1918 في كوينز في الولايات المتحدة، وتوفي في 16 مارس 1987.